# Religija u Belizeu
Prema popisu stanovništva iz 2010. katolici čine 40.0% stanovništva Belizea, što je pad s 49.6%  iz 2000. godine i s 57.71% iz 1991.; Protestanti čine 31.7% stanovništva, s blagim porastom za nekoliko protestantskih grupa u odnosu na 2000.; (8.5% pentekostalci; 5.5% adventisti; 4.6% anglikanci; 3.8% menoniti; 3.6% baptisti; 2.9% metodisti; 2.8% Nazareni); Jehovini svjedoci čine 1.7% stanovništva (1.4% u 2000). 10.2% stanovništva Belizea su sljedbenici drugih religija (s najvećim postotkom od 2000.); a među njima su sljedbenici indijanskih religija: Maya, Garifuna, Obeah i myalizma ali i drugih manjinskih religije u Belizeu poput Mormona, hinduista, budista, muslimanis, bahaisti, rastafarijani i dr. Menoniti, koji su njemačkog podrijetla, žive uglavnom u ruralnim okruzima Cayo i Orange Walk. 15.6% stanovništva Belizea nisu pripadnici ni jedne religije (9.4% u 2000. godini).
Katoličke crkve u Belizeu pripadaju katoličkoj dijecezi Belmopana; anglikanske crkve pripadaju dijecezi Belizea, koja je dio provincije Zapadne Indije. Hinduizam uglavnom prakticiraju indijski useljenici, dok islam prakticiraju useljenici s Bliskog istoka. Grčka pravoslavna crkva je prisutna u Santi Eleni.
Ustav Belizea dozvoljava slobodu vjeroispovjesti, a i drugi zakoni i uredbe pomažu slobodno prakticiranje vjere.